# Bildsprache (Fotografie)
|  | Dieser Artikel wurde auf der Qualitätssicherungsseite des Projekts Bildende Kunst eingetragen. Die Mitarbeiter der QS-Bildende Kunst arbeiten daran, die Qualität der Artikel aus dem Themengebiet Kunst auf ein besseres Niveau zu bringen. Bitte hilf mit, die Mängel dieses Artikels zu beheben und beteilige Dich an der Diskussion. |

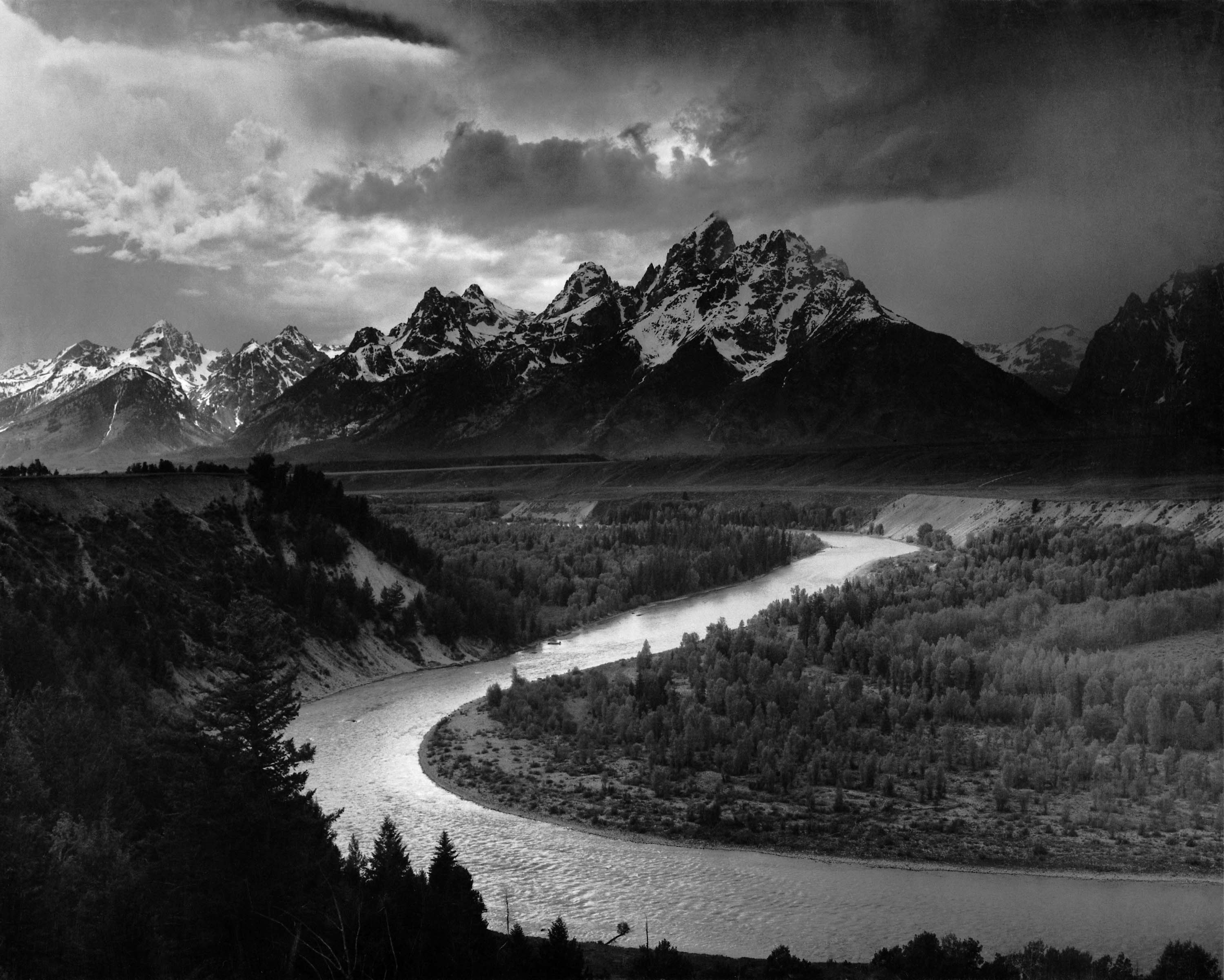
Ansel Adams: The Tetons and the Snake River

Bildsprache ist eine Kommunikationsform von Bildern im Sinne der konzeptionellen Fotografie. Unter Bildsprache versteht man den Ausdruck eines Bildes im Kontext einer einheitlichen, konsequenten Sprache von Bilderserien, denen das einzelne Bild zugeordnet werden kann. Gemeint sind durchgängige Codes, Metaphorik, Symbolik, Bezugsrahmen, Ausdruck oder Ansprachen mit der Zielsetzung bestimmte Assoziationen, Verhaltensmuster oder Emotionen auszulösen. Bildsprache zielt auf kontrollierte Wirkung eines Dialogs. Bildsprache interpretiert eine Wirklichkeit durch Akzentuierung und Zuweisung einer Bedeutung.

## Bildsprache als universelle mediale Ausdrucksform
Bildsprachen finden in zahlreichen Bereichen: In Texten spricht man von Metaphern. Bildsprache findet man in der Malerei, in der Fotografie, dem Film, in Online-Medien oder im Grafikdesign.

## Fotografische Bildsprache
Eine Fotografie wirkt auf mehreren Ebenen: Durch den abgebildeten Inhalt, durch die formale Gestaltung oder Fotoästhetik. Konzeptionelle Ansätze für durchgängige Bildsprachen finden sich auch in „Schulen“, wie die Neue Sachlichkeit, die eine Distanzierung gegenüber dem Objekt oder Sujet propagierte.
Um von einer fotografischen Bildsprache zu sprechen, bedarf es Serien von mehr als einem Bild. Eine einzelne Fotografie kann zwar zu einer Bildsprache gehören, nie aber eine eigene Bildsprache sein. Bildsprache ist das Instrument, eine bestimmte Bildmenge zu einer erkennbaren Einheit werden zu lassen.
Das Formale in der Bildsprache sind in erster Linie Gesetzmäßigkeiten unserer Sehgewohnheiten. Mit seiner Bildsprache kann ein Fotograf diesen Sehgewohnheiten entsprechen oder sie durchbrechen. Beispiel: Ein klassisches Modefoto entspricht unseren Sehgewohnheiten. Mit der Benetton-Kampagne durchbrach Oliviero Toscani in den 1980er Jahren die tradierten Sehgewohnheiten bis hin zum Skandal, allerdings auch mit einer konzeptionell durchgängigen Bildsprache von hoher emotionaler Tonalität. Das Gleiche gilt für Terry Richardson; er provozierte die Modeszene ab dem Jahre 2000 mit freizügigen Fotos aus der Kampagne für Sisley.

## Bedeutung einer Bildsprache

### Bedeutung einer Bildsprache für den Fotografen

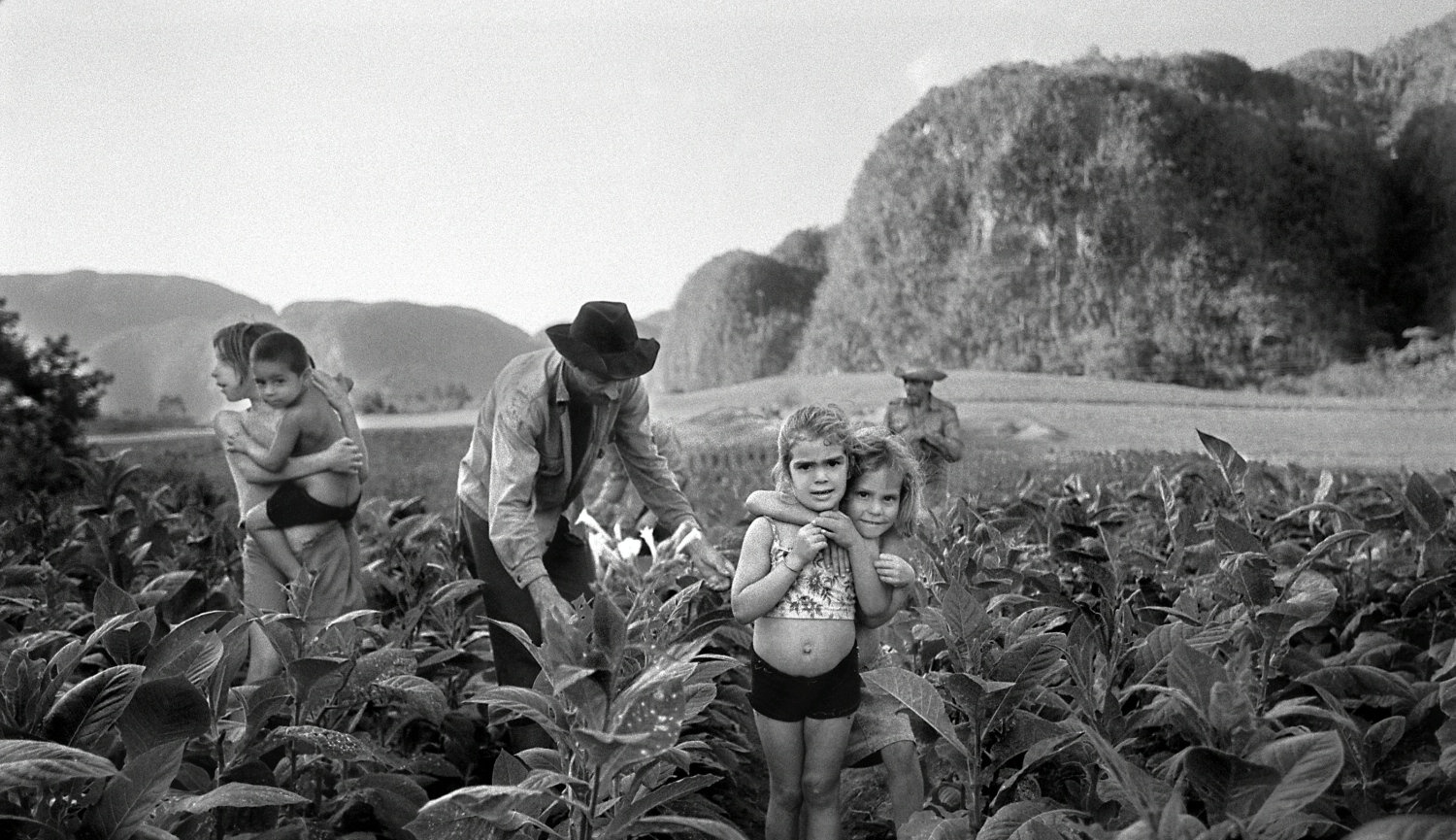
Manuel Rivera-Ortiz: Tabak-Ernte, Valle de Viñales, Kuba 2002

Prägende Fotografen erkannten sehr früh, dass ein aussagefähiges Bild neben dem technischen Können, einer Konzeption im Sinne der konzeptionellen Fotografie, einen Stil haben sollte und zudem noch Informationen über den Bildautor, also den Fotografen selbst transportieren sollte. Erst im Zusammenspiel dieser Faktoren ergibt sich für einen Fotografen seine Wiedererkennbarkeit, seine Verortung, seine Authentizität. Unter diesen Gesichtspunkten ist Bildsprache ein Bildstil und seine Signatur. Alle großen Fotografen haben sich durch ihre persönliche Bildsprache definiert und ausgedrückt, auch um sich von Kollegen zu unterscheiden. Bildsprache der prägenden Fotografen ist nichts anderes als die Signatur eines Malers im Gemälde.

### Bedeutung einer Bildsprache für wirtschaftliche Interessen

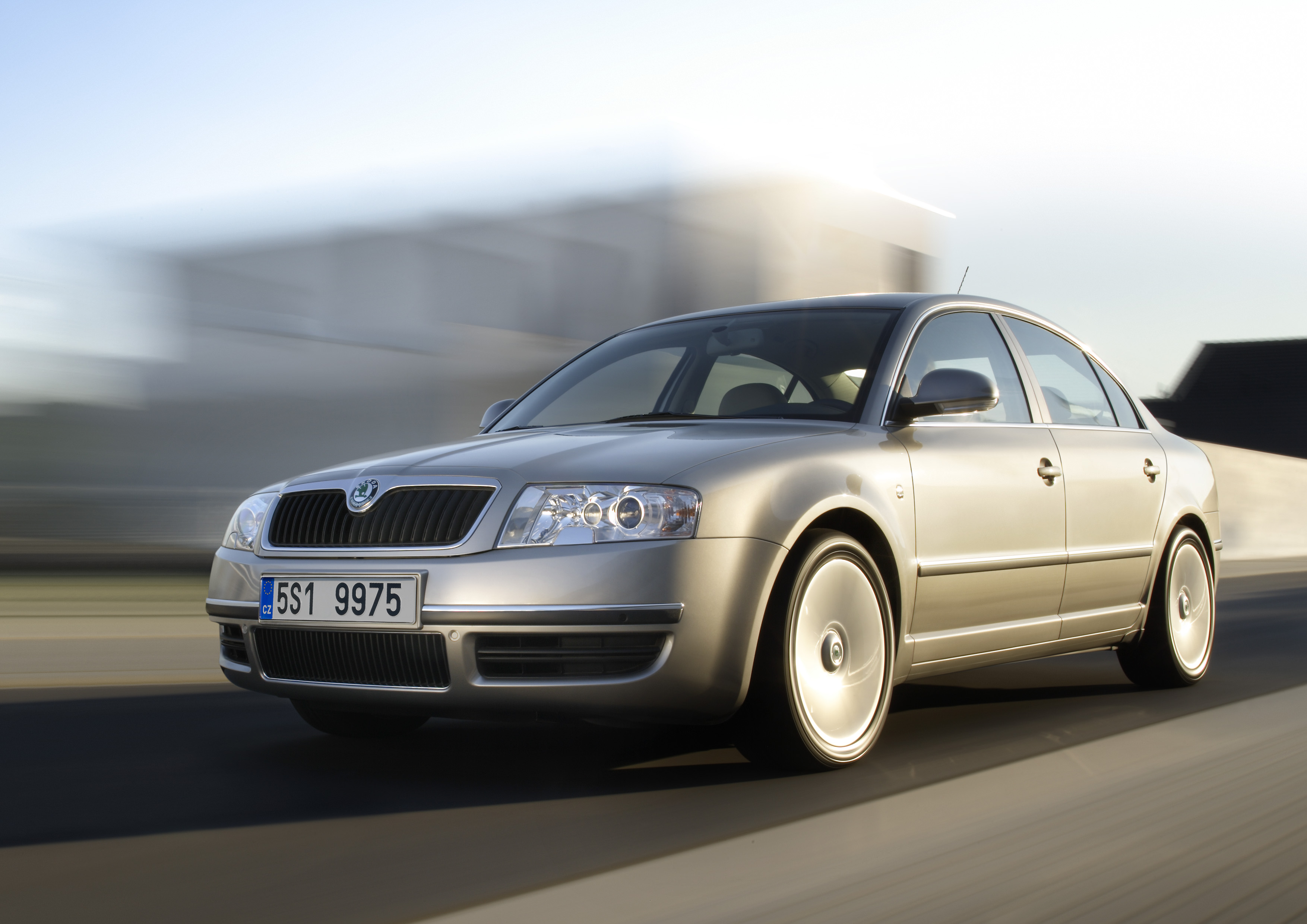
Produktfotografie: Der Mitzieheffekt betont durch den verschwimmenden Hintergrund und die verwischten Felgen die Geschwindigkeit und suggeriert „Kraft“ und „Dynamik“; durch den dadurch strukturarmen Hintergrund wird die Aufmerksamkeit auf das (zudem zentral platzierte) Produkt fokussiert. Flach einfallendes, „sanftes“ (also zu schattigen Bereichen kontrastarmes), „abendlich“-warmes Sonnenlicht sollen unbewusst Assoziationen zu Sommer, Feierabend, Freizeit, Urlaub und somit letztendlich zu Sorgenfreiheit wecken.

Unternehmen verwenden fotografische Bildsprache als Instrument der visuellen Kommunikation. Es sind Instrumente der authentischen Selbstdarstellung des Unternehmens, seiner Werte, Eigenschaften, Emotionen (dargelegt im Rahmen der Corporate Identity), aber auch im Marketing, also marktbezogen gegenüber den Zielgruppen (Targeting) und zur Abgrenzung gegenüber Konkurrenten. Im Allgemeinen spricht man von Corporate Pictures oder Corporate Picturing.
Auch der Wandel gehört zum Repertoire einer Bildsprache, dann, wenn Unternehmen auf sich verändernde Markt- und Umfeldbedingungen einstellen, und ihre Bildsprache neu kalibrieren. So stellte Shutterstock im Jahre 2018 fest, dass Diversity-Motive in den Marketing-Kampagnen der Unternehmen immer mehr an Bedeutung gewinnen. Begründet wird dies mit gesellschaftlichem Wandel, wie Generationswechsel, Realisierung unterschiedliche Ethnien, Homo-Ehen, Globalisierung oder der Inklusion von Minderheiten. Mit Bildsprache soll z. B. eine interkulturelle Kompetenz ausgedrückt werden.
Auch Verbände, wie der VDA, haben Bildsprache als visuelle Kommunikation im Corporate Design Manual festgehalten.
Auch in Sozialen Netzwerken bzw. Social Media gewinnen Bildsprachen für Unternehmen an Bedeutung: So inszenieren sich Edeka, Rewe und viele andere Unternehmen auf Instagram.

### Bedeutung einer Bildsprache im politischen Kontext

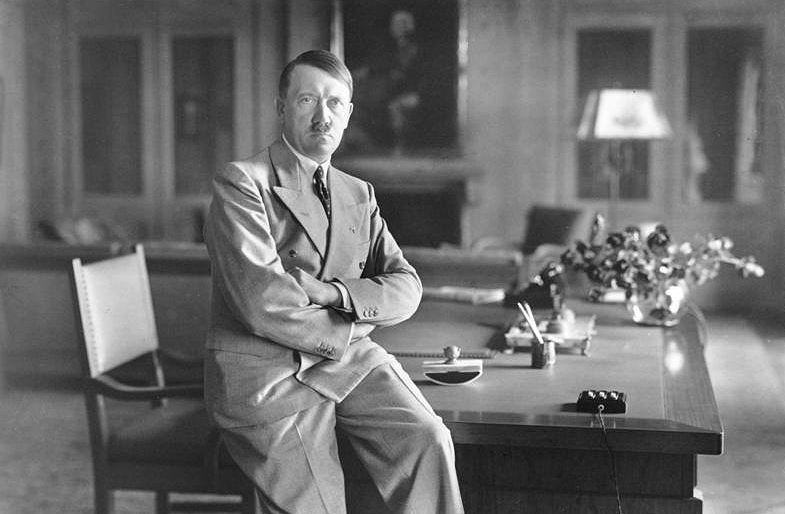
Bundesarchiv, Fotograf Heinrich Hoffmann, Obersalzberg, Berghof, Adolf Hitler. Kniestück sitzend in ziviler Kleidung (Bildelemente: auf dem Schreibtisch sitzend, heller Anzug, gepunktete Krawatte, Hoheitsabzeichen auf d.linken Revers; m.verschränkten Armen; in Hitlers Arbeitszimmer) (1936)

Bildsprache wird oder wurde auch zu politischen Zwecken genutzt. Historische Beispiele sind die fotografischen Inszenierungen von Reichsparteitagen oder Fotografen der Propagandakompanien der Wehrmacht. Auch Politiker, als Beispiel Barack Obama, lassen sich durch eine bestimmte Bildsprache eines exklusiven Fotografen (Pete Souza für das Weiße Haus) ablichten, um ein stringentes konzeptionelles Bild in der Öffentlichkeit abzugeben. Diktatoren wollen umso mehr ihre Bildwirkung kontrollieren. So waren Heinrich Hoffmann oder Walter Frentz persönliche Fotografen Adolf Hitlers.

## Steuerung, Grammatik und Vokabeln

### Steuerung einer Bildsprache
Es ist schwer, Bildsprachen zu schematisieren, denn sie sind so vielfältig. Man kann allerdings einige Elemente benennen, die Werkzeuge sein können, die zu einer Bildsprache führen. Dazu zählen:
- Perspektive
- Brennweite
- Tonalität
- Schärfe versus Unschärfe
- Klarheit und Ordnung
- Helligkeit und Kontrast
- Realismus versus Abstraktion
- Farbtemperatur
- Farben
- Bildaussage
- Bildelemente
- Bildstil.

### Grammatik der Bildsprache
Wie das Wort Bildsprache ankündigt, besteht eine Sprache aus Wörtern und deren Ordnung als Grammatik. Formal kann man aus unseren Sehgewohnheiten bestimmte Empfindungen ableiten:
- Format: Hochformat versus Querformat
- Proportion: Vertikale Symmetrie versus Asymmetrie in der Vertikalen
- Flächenverteilung: Horizontale Symmetrie versus Asymmetrie in der Horizontalen
- Raum: Waagerechte und Senkrechte versus Diagonalen
- Ordnung: Regelmäßige Struktur versus differenzierte Anordnung
- Bewegung: Absteigend oder Aufsteigend
- Objektbezug: Zugewandt oder abgewandt
- Bildrand, Anschnitt etc.[9]

### Vokabeln der Bildsprache
Vokabeln einer Bildsprache sind Bildelemente, die eine Komposition ergeben.